# Liesbeek
Il fiume Liesbeek è un breve corso d'acqua sudafricano. Scorre presso il centro di Città del Capo, per poi gettarsi nelle acque della baia della Tavola.

## Storia
Il fiume ricopre un ruiolo importante nella storia sudafricana in quanto è lungo il suo corso che nel 1657 la compagnia olandese delle Indie orientali concesse delle terre ai primi vrye burghers, poco dopo l'arrivo dei primi coloni olandesi nella regione del Capo, ed è lungo le sue rive che questi ultimi eressero la barriera marcante i primi confini dell'insediamento olandese durante le guerre khoikhoi-olandesi.